# Thomisus dyali
Thomisus dyali es una especie de araña cangrejo del género Thomisus, familia Thomisidae. Fue descrita científicamente por Kumari & Mittal en 1997.

## Distribución
Esta especie se encuentra en India.